# Нью-Йорк Дейлі Ньюз
Daily News — перший таблоїд у США, який нині посідає шосту сходинку в списку газет-лідерів світового значення.
Творці американського таблоїда випробували чудовий комерційний трюк з метою просування видання: організували широкомасштабну акцію про свого спонсора — національний конкурс краси, що призвело до швидкого зростання популярності як самої газети, так і вкладників у неї грошей. «Daily News»(1919 рік) та «New York Daily News»(1855 рік) між собою не мають нічого спільного, крім схожості в назві .

## Історія
1919 рік був складним періодом для всієї американської преси. «Daily News» не став винятком: свої тиражі в серпні цього року було знижено до 26625. Проте вже перша річниця існування «Daily News» була
видатною тим, що її популярність помітно збільшилася (понад 100 000 примірників). У 1947 році «Daily News» знаходилася на вершині слави: щоденний випуск становив 2 400 000 примірників, а недільний — 4 700 000.
Серед своїх працівників «Daily News» особливо виділяла таких спортивних карикатуристів, як Білл Галло, Брюс Старк, Ед
Меравінскі, серед оглядачів  — Вальтера Канера, редакційного карикатуриста С. Д. Батчелора.
1982—1990 роки — це час затяжної видавничої дисгармонії. У 1982 році таблоїд був виставлений на продаж своїм же
засновником — компанією «Tribune Media». Мільйонер Роберт Максвелл запропонував свою
фінансову допомогу, але за умови, що він залишиться у складі видання.
Новин та питань про подальші стосунки між Р. Максвеллом та виданням було
багато. Але 1991 року мільйонер помер, а редакторське місце в «Daily News» зайняв Джеймс Віллс, який водночас став і видавцем
цього таблоїда. Мортімер Цукерман став видавцем «Daily News» у 1993 році.
Отже, з 1991 року «Tribune Media», що була засновником «Daily News», вже позбулася прав власника.
У січні 2012 року головним редактором «Daily News» стала Коліна Міллер, яка до цього працювала на
аналогічних посадах у таких виданнях: «News Of The World» та «New York Post».

## Штаб-квартира

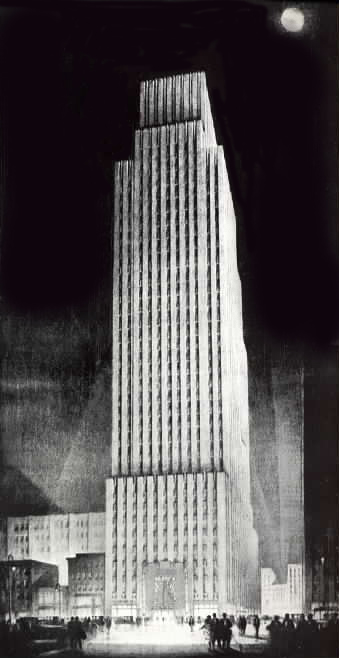
Будівля «Нью-Йорк Дейлі Ньюз» у 1930 році

З моменту становлення штаб-квартира знаходилася у 23 Park Place — це на відстані одного кварталу від мерії та двох — від парку Row. Тісні умови для праці вимагали більшої площі, ніж та що була, яка більш схожа на торговельний майданчик, ніж на редакцію.
З 1929 по 1995 роки редакція «Daily News» знаходилась в епохальному хмарочосі на Східній 42-й вулиці неподалік від Другої авеню. Будівля була побудована за проєктом Джона Міда Хоуелса та Реймонда Гуда. З 1995 року газета переїхала на Західну 33 вулицю.
У червні 2011 року «Daily News» зайняла два поверхи в готелі Плаза в нижньому Манхеттені, але через повінь від урагану Сенді приміщення стало непридатним для праці. З цих причин «Daily News» мала тимчасові місця перебування. У 2013 році «Daily News» перенесла свою діяльність на Авеню Америк поряд із Рокфеллер-центром, всього в чотирьох кварталах північніше від свого конкурента New York Post. У листопаді 2013 р. повернулася на попереднє місце — готель Плаза, який було відремонтовано після урагану Сенді.

## Скандали
- Діяльність «Daily News», як і багатьох американських газет, не обійшлася без ексцесів. Шантель Джеффріс, відома модель, подала документи в окружний суд на видання за надання неправдивої інформації про неї в статті «Who is Justin Bieber's gal pal Chantel Jeffries? Model was once arrested for misdemeanor assault with a deadly weapon although charges later dropped»[9].
- Не тільки на «Daily News» скаржилися в судовому порядку, а й працівники цього видання теж мали свої претензії. Маркус Сантос (фотограф газети) подав заяву до суду на Алека Болдвіна через те, що актор побив Сантоса. Зі слів побитого, неприємна історія почалася в той момент, коли М. Сантос намагався зробити фото А. Болдуіна з нареченою Гіларі Томас, хоча представник кінозірки повідомив про несправедливі звинувачення фотографа. Більш того, він пояснив, що, навпаки, Маркус вдарив камерою актора, а той, своєю чергою, зберігав спокій[10].

## Цікаві факти
- Daily News була заснована Джозефом Меділлом Паттерсоном[en], двоюрідним братом Роберта Маккорміка, онуком Джозефа Меділла.
- Формат газети був обраний за прикладом лондонського видання Daily Mirror.[11]
- У перші роки існування газета була практично збитковим проєктом і її тираж становив усього 26 625 екземплярів.[12] Видання вижило лише завдяки популярності формату серед пасажирів метрополітену.
- Газета десять разів отримувала Пулітцерівську премію.[13]
- З дня заснування до 1991 року видання належало холдингу Tribune Company[en].
- «Daily News» завжди привертала до себе увагу відомих людей. І не зважаючи на те, що таблоїду майже 100 років, він і досі залишається популярним. Наявним доказом чого є співпраця «Daily News» із лідером групи «50 Cent», котрий є не тільки співаком, а й актором і підприємцем. Тепер він має власну колонку під назвою «Confidenti@l» в газеті «New York Daily News». А також не пропускає нагоди поспілкуватися зі своїми фанатами в рубриці «Q+A with fans», з якою можна ознайомитися на офіційному сайті таблоїда «Daily News»[14].